# Harmsiopanax aculeatus
Harmsiopanax aculeatus là một loài thực vật có hoa trong Họ Cuồng. Loài này được (Blume) Warb. ex Boerl. mô tả khoa học đầu tiên năm 1900.